# Corbeille (informatique)
Pour les articles homonymes, voir Corbeille.

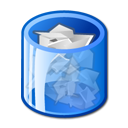
La corbeille remplie de feuilles symbolise que le répertoire qui joue le rôle de corbeille contient des données à supprimer.

La corbeille  est un composant d'interface graphique des environnements de bureau qui fait analogie à une corbeille à papier. Elle permet d'offrir une seconde chance aux fichiers que l'utilisateur a décidé d'effacer de la mémoire de masse de l'ordinateur (disque dur), tout en préparant leur élimination définitive. Elle est apparue sur les systèmes Apple Lisa OS des ordinateurs Lisa, en 1980.
En général, la corbeille est accessible par le navigateur de fichiers du système d'exploitation.
Mais son utilisation offre quelques variantes selon les systèmes d'exploitation : ainsi, sous Windows, Mac OS et BeOS un clic droit sur un fichier suivi d'un clic gauche sur « Placer dans la corbeille » (Mac OS et certains environnements de bureau de GNU/Linux tel que Gnome et KDE) ou son équivalent moins clair « Supprimer » (car le fichier n'est pas supprimé, mais mis de côté) mettra ce fichier à la corbeille. En utilisant certains IHM sous Linux, cliquer sur « Supprimer » aura pour effet de le supprimer définitivement. La plupart des systèmes d'exploitation dotés d'interfaces graphiques permettent de glisser le fichier en question directement sur (« dans ») la corbeille.
La corbeille, est le seul espace qui peut accueillir des fichiers/dossiers de même nom.